# Open de Suède Vårgårda TTT 2018
11. edycja kobiecego, drużynowego wyścigu kolarskiego Open de Suède Vårgårda TTT odbyła się 11 sierpnia 2018 roku w Gminie Vårgårda w Szwecji. Jazdę drużynową na czas wygrał po raz trzeci z rzędu holenderski zespół Boels-Dolmans.
Zawody te zaliczane były do rankingu UCI Women’s World Tour, będącym serią najbardziej prestiżowych zawodów kobiecego kolarstwa. Zorganizowane zostały 2 dni przed wyścigiem indywidualnym kobiet o tej samej nazwie – Open de Suède Vårgårda 2018.

## Wyniki
| M-ce                    | Zespół             | Czas     |
| ----------------------- | ------------------ | -------- |
| 1                       | Boels-Dolmans      | 53' 08"  |
| 2                       | Team Sunweb        | + 16"    |
| 3                       | Cervélo–Bigla      | + 47"    |
| 4                       | Canyon–SRAM        | + 1' 25" |
| 5                       | Wiggle High5       | + 1' 42" |
| 6                       | WaowDeals          | + 1' 54" |
| 7                       | Mitchelton-Scott   | + 2' 29" |
| 8                       | Team Virtu         | + 2' 55" |
| 9                       | Movistar Team      | + 3' 06" |
| 10                      | BTC City Ljubljana | + 3' 14" |
| Źródło: ProCyclingStats |                    |          |